# Arthraxon cuspidatus
Arthraxon cuspidatus är en gräsart som först beskrevs av Ferdinand von Hochstetter och Achille Richard, och fick sitt nu gällande namn av Ferdinand von Hochstetter och Eduard Hackel. Arthraxon cuspidatus ingår i släktet Arthraxon och familjen gräs. Inga underarter finns listade i Catalogue of Life.